# Lithocarpus sootepensis
Lithocarpus sootepensis är en bokväxtart som först beskrevs av William Grant Craib, och fick sitt nu gällande namn av Aimée Antoinette Camus. Lithocarpus sootepensis ingår i släktet Lithocarpus och familjen bokväxter. Inga underarter finns listade.